# جایزه هوگو
جایزه هوگو (به انگلیسی: Hugo Award) قدیمی‌ترین و یکی از معتبرترین جوایز در زمینهٔ داستان‌نویسی علمی-تخیلی و خیال‌پردازی که به افتخار هوگو گرنزبک (Hugo Gernsback) بنیان‌گذار نخستین مجلهٔ علمی-تخیلی که تحت نام «داستان‌های شگفت‌انگیز» (Amazing Stories) به چاپ می‌رسید، نام‌گذاری شده‌است. این جایزه از سوی مجمع جهانی علمی-تخیلی وورلدکان (Worldcon) اعطا می‌شود.
طبق نظر محافل و مجلات ادبی معتبری مثل Weird و لس آنجلس تایمز، یکی از با ارزش‌ترین و مهم‌ترین جوایزی دانست که مربوط به آثار با ژانر علمی تخیلی و فانتزی هستند.
البته شرط اهدای جایزه به آثار فوق این است که این آثار در زمینه‌های دیگر، کاندیدای دریافت جایزه نشده باشند. در شرایط کلی، قانون کار جایزه هوگو این است که هر کاری که در این گروه قرار می‌گیرد یا باید غیرداستانی باشد یا در صورتی که داستانی است در مرحله اول می‌بایست برای جنبه‌های دیگری غیر از متن و عناصر داستان کاندیدا شود. کتاب‌های غیرداستانی نیز در این گروه یعنی بهترین کارهای مرتبط یا Best Related work قرار دارند.
یکی از مشهور‌ترین و شناخته‌شده‌ترین نویسندگانی که تا به امروز موفق به دریافت چندین جایزه معتبر هوگو در بخش‌های مختلف شده است جورج مارتین می‌باشد. جورج مارتین در سال ۱۹۷۴ برای کتاب‌های نغمه‌ای برای لیا و در سال ۱۹۷۹ برای کتاب پادشاهان شنی و در سال ۱۹۸۲ برای کتاب رَه‌روان شب و در سال ۱۹۹۷ برای کتاب خون اژدها، موفق به دریافت جایزه هوگو شد.

## دسته‌بندی‌ها
برخی از دسته‌بندی‌های اصلی آن در جدول زیر آمده است.
| دسته‌بندی            | سال شروع | توضیحات                                        |
| ------------------- | -------- | ---------------------------------------------- |
| بهترین رمان         | ۱۹۵۳     | داستان‌های با بیش از چهل هزار واژه              |
| بهترین رمان کوتاه   | ۱۹۶۸     | داستان‌های با شمار واژگان بین ۱۷۵۰۰ تا چهل هزار |
| بهترین ناولت        | ۱۹۵۵     | داستان‌های با شمار واژگان بین ۷۵۰۰ تا ۱۷۵۰۰     |
| بهترین داستان کوتاه | ۱۹۵۵     | داستان‌های با کمتر از ۷۵۰۰ واژه                 |
| بهترین مجموعه       | ۲۰۱۷     | مجموعه آثار                                    |
| داستان تصویری       | ۲۰۰۹     | داستان‌های با بیش از چهل هزار واژه              |